# Aljona Jewgenjewna Polunina

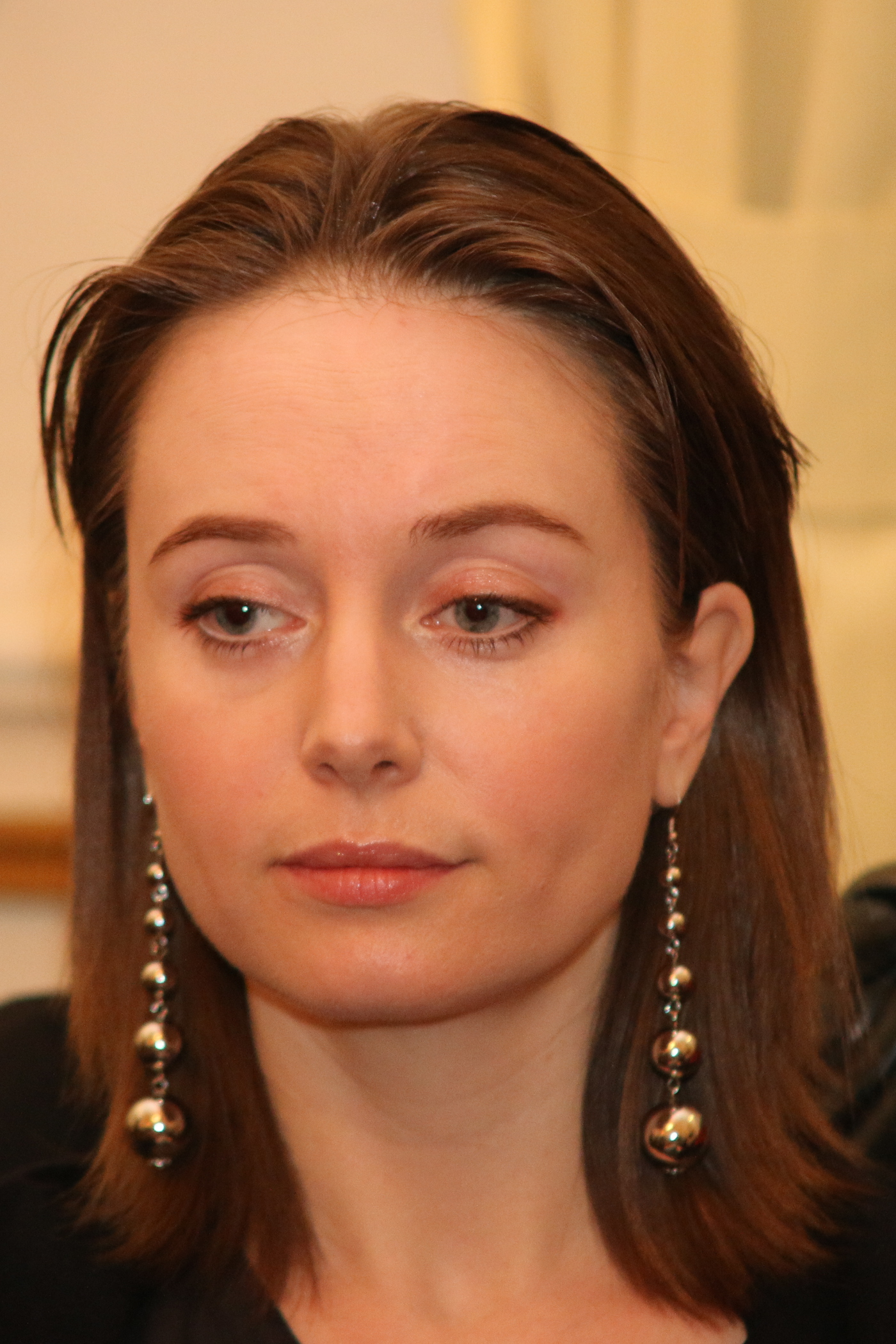
Aljona Polunina auf dem 14. Festival des mittel- und osteuropäischen Films in Wiesbaden, 2014

Aljona Jewgenjewna Polunina (russisch Алёна Евгеньевна Полунина; * 31. Dezember 1975 in Tuapse) ist eine russische Filmregisseurin.

## Leben
Nach ihrer Schulausbildung studierte sie Malerei und arbeitete für verschiedene Lifestylemagazine. Im Jahr 2004 beendete sie ihr Studium am Gerassimow-Institut für Kinematographie in Moskau und konzentrierte sich auf Dokumentarfilme. Mit ihren Filmen nahm sie bereits an zahlreichen internationalen Filmfestivals teil.

## Filmografie (Auswahl)
- 2004: Yes Death (Да, смерть, Da, Smert)
- 2006: Saint Place (Святое место, Swjatoje Mesto)
- 2007: Festival (Фестиваль, Festiwal)
- 2007: Woman above (Женщины сверху, Schenschtschiny Swerchu)
- 2008: The Revolution that Wasn’t (Революция, которой не было, Rewoljuzija kotoroi ne bylo)
- 2013: Nepal Forever